# Himalayagyllenmes
Himalayagyllenmes (Machlolophus xanthogenys) är en asiatisk fågel i familjen mesar.

## Utseende
Himalayagyllenmesen är en rätt stor (13 cm), tofsförsedd mes i gult, grönt och svart. Den är gul på huvud och undersida med svart tofs, svart ögonstreck och en svart linje löper ner från näbben ner till buken. Ovansidan är grön med vitkantade vingpennor. Den är mycket lik nära släktingen östlig gyllenmes (P. spilonotus) men skiljer sig genom svart på pannan och tygeln, ostreckad grön mantel, olivgrön övergump (ej grå) och gula istället för vita vingband. Indisk gyllenmes, ofta behandlad som underart till xanthogenys, är nästan identisk men har vit vingband och tydlig skillnad mellan könen, där honan har grågrön tofs och mantel och urblekt undersida.

## Utbredning och systematik
Fågeln återfinns vid foten av västra Himalaya. Den behandlas som monotypisk, det vill säga att den inte delas in i några underarter. Vissa inkluderar indisk gyllenmes (M. aplonotus) i arten.

### Släktestillhörighet
Tidigare placerades den i Parus men förs numera efter genetiska studier till Machlolophus tillsammans med östlig gyllenmes, indisk gyllenmes, gulmes och vitnackad mes.

## Status och hot
Arten har ett stort utbredningsområde, men tros minska i antal, dock inte tillräckligt kraftigt för att den ska betraktas som hotad. Internationella naturvårdsunionen IUCN listar arten som livskraftig (LC). Notera dock att IUCN inkluderar indisk gyllenmes i bedömningen.<rewf name="IUCN"/> Världspopulationen har inte uppskattats, men den beskrivs som ganska vanlig eller vanlig.